# Bebearia scintillans
Bebearia scintillans är en fjärilsart som beskrevs av Schultze 1920. Bebearia scintillans ingår i släktet Bebearia och familjen praktfjärilar. Inga underarter finns listade i Catalogue of Life.